# Viktor Frankl
Viktor Emil Frankl (født 26. marts 1905 i Wien, Østrig, død 2. september 1997 i Wien) var professor i neurologi og psykiatri ved Medizinische Universität Wien samt Holocaust-overlever og grundlægger af logoterapi.

## Biografi
Viktor Frankl blev født 1905 af jødiske forældre fra Tjekkoslovakiet. Faderen Gabriel Frankl var regeringsembedsmand fra Mähren. Moderen Elsa Frankl (født Lion) kom fra Prag. Viktor Frankl fødtes som den mellemste i en søskendeflok på tre og havde en bror og en søster. Familien tilhørte Wiens bedre borgerskab, men havde nogle svære år i løbet 1. verdenskrig, og oplevede direkte fattigdom som følge af krigen.
I gymnasie- og ungdomstiden var Viktor Frankl engageret i politisk arbejde for den lokale ungsocialistiske forening, Sozialistischen Mittelschüler Österreichs, hvor han i løbet af årene avancerede til leder. Det er angiveligt indtrykkene og erfaringerne herfra, der for alvor vakte Frankls interesse for psykologi.
Som hovedopgave i gymnasiet skrev Viktor Frankl et essay, "Die Psychologie des philosophischen Denkens", med udgangspunkt i den tyske filosof og forfatter Arthur Schopenhauer (1788-1860). Han fik i 1921 sin første artikel, "On the mimic movements of affirmation and negation", trykt i Internationale Zeitschrift für Psychoanalyse, og indledte en brevveksling med Sigmund Freud og Alfred Adler.
1923 begyndte Frankl at studere medicin ved Universität Wien, og specialiserede sig senere i neurologi og psykiatri. Han mødte i 1925 Freud, og erfarede, at hans egne teorier støttede sig mere til Alfred Adlers individualpsykologi end til Freuds psykoanalyse. Senere samme år publicerede han artiklen "Psychotherapie und Weltanschauung" i tidsskriftet Internationale Zeitschrift für Individualpsychologie.
I artiklen bevægede Frankl sig ud i grænselandet mellem psykoterapi og filosofi og diskuterede værdier og mening. Året efter brugte han første gang begrebet logoterapi under en forelæsning, og han begyndte arbejdet med at udvikle sin gren af psykologien.
Viktor Frankl organiserede i 1928 og 1929 en række konsultationsklinikker i Wien og seks andre byer i Østrig, hvor man tilbød gratis rådgivning og hjælp til teenagere, samtidig arbejdede han ved den psykiatriske klinik ved Universität Wien. Året efter tog Frankl sin doktorgrad i medicin, og fortsatte de følgende år sine neurologiske studier.
Frankl var en tid tilknyttet Maria Theresien Schlössel, og fra 1933 til 1937 ledte han den såkaldte Selbstmörderpavillon (selvmordspavillonen), en afdeling for kvinder ved det psykiatriske hospital i Wien, hvor man årligt behandlede 3.000 klienter. Fra 1937 til 1940 praktiserede han privat psykoterapi fra egen klinik.

### Krigsårene
Den alvorlige situation i Europa gjorde, at Viktor Frankl i 1939 søgte og fik visum til USA. Af hensyn til sine forældre valgte Frankl dog at blive i Østrig, og visumet udløb. Fra 1940 til 1942 var han leder af det neurologiske afsnit ved Rothschild-Spitals hospitalet, der på dette tidspunkt var det eneste hospital i Wien, som tillod jødiske læger at arbejde.
Han begyndte at arbejde på afhandlingen "Ärztliche Seelsorge", og blev gift med Tilly Grossner i 1942. I september samme år blev Viktor Frankl sammen med sin kone, sin broder og sine forældre deporteret til koncentrationslejren Theresienstadt. Frankl fik fangenr. 119.104. Han medbragte sit manuskript til "Ärztliche Seelsorge", og holdt det skjult indsyet i linningen på sit tøj.
I 1944 blev han flyttet til Auschwitz. I forbindelse med flytningen blev manuskriptet til "Ärztliche Seelsorge" opdaget og ødelagt. Denne hændelse fyldte, ifølge Frankl selv, ham med et brændende ønske om at overleve, så han kunne gense sin familie og færdiggøre afhandlingen. Viktor Frankl begyndte nu målrettet at rekonstruere manuskriptet efter hukommelsen på de stykker papir, det lykkedes ham at få fat i. Senere blev han flyttet til Kaufering og Türklein, hvor arbejdet med manuskriptet fortsatte.
Viktor Frankl blev befriet af soldater fra den amerikanske hær den 27. april 1945.

### Efterkrigstiden
Frankls familie overlevede ikke koncentrationslejrene. Faderen døde i Theresienstadt. Viktor Frankls broder og moder døde i Auschwitz, og Frankls kone døde i Bergen-Belsen. Fra den nærmeste familie overlevede kun hans søster, Stella, der var udvandret til Australien.
I 1946 blev Viktor Frankl leder af Wiener Neurologischen Poliklinik – en stilling han beholdt indtil 1971. Frankl fuldførte, og udgav rekonstruktionen af "Ärztliche Seelsorge", og begyndte at undervise ved Medizinische Universität Wien. Samme år udkom hovedværket og storsælgeren "Ein Psycholog erlebt das Konzentrationslager" (da. "Psykologi og eksistens"), hvor Frankl indledte ved at fortælle om sine oplevelser i de tyske koncentrationslejre. Han fortsatte med at redegøre for hovedtankerne bag logoterapien. Inden sin død nåede Frankl at se denne bog blive solgt i mere end 9 millioner eksemplarer.
Viktor Frankl giftede sig i 1947 med Eleonore Katharina Schwindt, og i december samme år fik de datteren Gabriele. Året efter blev han dr.phil. i filosofi på en afhandling, "Der unbewußte Gott" (da. "Den ubevidste Gud"), der afdækkede forholdet mellem psykologi og religion, og han blev tilknyttet som professor i neurologi og psykiatri ved universitetet i Wien.
Han grundlagde i 1950 Austrian Medical Society for Psychotherapy. Med bogen "Theorie und Therapie der Neurosen", der er en indføring i logoterapien og den eksistentielle psykoterapi, beskrev han i 1956 terapiens teoretiske og praktiske sider. I 1966 udgav Frankl bogen "The Will to Meaning" – den bog, han selv anså for at være den mest systematiske, på engelsk.
Viktor Frankl fortsatte med at forelæse ved universitet i Wien indtil 1990, og gav mere end 200 gæsteforelæsninger ved andre universiteter verden over. Familie, venner og velgørere grundlagde i 1992 Viktor Frankl Institut i Wien, som et videnskabscenter med fokus på logoterapi og eksistentiel psykoterapi. Instituttet administreres af Viktor Frankl Foundation, der hvert år uddeler Viktor Frankl Award.
1995 udgav Frankl sin selvbiografi, "Was nicht in meinen Büchern steht", og blev samme år udnævnt til æresborger i sin fødeby Wien. Frankls sidste bog, "Man’s Search for Ultimate Meaning", udkom i 1997. Viktor Frankl nåede at skrive 32 bøger, der blev oversat til mere end 30 sprog.
Viktor Frankl var æresdoktor ved 29 universiteter, og blev tildelt en lang række af udmærkelser og gæsteprofessorater. Frankl modtog bl.a. Oskar Pfister Award, Albert Schweitzer medaljen, John F. Kennedy Star, og var nomineret til Nobels fredspris.

## Teorien
Logoterapi har taget navn efter det græske ord logos, der både kan betyde ord, fornuft og mening. I logoterapien er det den åndelige og eksistentielle forståelse af ordet logos som mening, der lægges vægt på.
Frankls logoterapi tager udgangspunkt i en videreudvikling og omformning af nogle principper fra Freuds psykoanalyse og Adlers individualpsykologi. Logoterapien er baseret på den antagelse, at menneskets indre drivkraft og motivationsfaktorer er en åndelig søgen efter mening med tilværelsen. Der er tydelig påvirkning fra filosofferne Søren Kierkegaard og Friedrich Nietzsche.
Oplevelserne i koncentrationslejrene bekræftede Viktor Frankl i, at selv i den mest absurde, smertefulde og umenneskelige situation har livet en mening – og derfor har lidelsen også en mening. Denne indsigt var den grundlæggende tanke bag logoterapien.
Frankl beskriver tre kerneområder:
Viljens frihed:
Mennesket har friheden til at søge og finde mening med det, vi gør. Vi har alle muligheden for at forme vor egen skæbne ud fra nogle givne rammer og betingelser. Som åndelige væsener reagerer vi ikke bare på indtryk udefra, men vi kan selv påvirke vores fremtid. Vi kan vælge at ville.
Viljen til mening:
Frankl anser at den drivkraft, der gør, at mennesket vælger livet, er viljen til at finde en mening med det og sætte sig mål for det. Fratages vi denne mulighed, eller føler, at vi er frataget den, oplever vi modløshed og tomhed, og kan reagere med voldsomme personlighedsforandringer.
Mening med livet:
Livet har mening – uanset hvor elendigt, det måtte se ud, kan man finde en mening med det. Hvis man véd hvorfor, man lever, kan man med Nietzsches ord også udholde lidelserne ved at leve. Finder vi derimod ikke mening, risikerer vi at blive frustrerede og reagere på forskellig vis. Det enkelte menneske skal være aktiv deltager i, og ikke passiv tilskuer til, sit eget liv.

### Terapien
Ved logoterapi skal den enkelte erkende, at man selv skal opdage meningen med sit liv.. Man benytter i den mest oprindelige udgave især følgende interventioner i arbejdet med klienterne:
- Paradoksal intervention hvor den tvangs- eller angstneurotiske klient konfronteres med, og gennemlever det, der fremkalder angsten, og samtidigt skal vende det, man er bange for, skal ske, til et ønske om at ske. Humor og selvdistancering benyttes bl.a. her som redskaber.

- Derefleksion som benyttes i arbejdet med bl.a. søvnløse og med frigide eller impotente, der lærer at tænke på noget andet end sin frigiditet eller impotens i samlejesituationen. Overdreven selviagttagelse er en af metoderne, hvor målet er at lære at forudse og imødegå de fastlagte adfærdsmønstre, der fremkalder den situation, man vil undgå.

- Sokratisk samtale stammer, som navnet antyder fra filosoffen Sokrates, der gjorde samtalen til et værktøj for at opnå større indsigt i sig selv og den verden, man lever i. Ved at stille spørgsmål og blive stillet spørgsmål, får den enkelte større selvindsigt, og kan derved hjælpes til at opstille nye eller omformulere urealistiske mål, for dermed at kunne finde ny mening for tilværelsen og livet.

I de nyere tilgange bliver der anvendt flere teknikker.

## Indflydelse
Viktor Frankl har haft en betydelig indflydelse inden for områderne psykologi, psykiatri og eksistentiel filosofi. Hans mest kendte bidrag kommer fra udviklingen af logoterapi og hans banebrydende arbejde inden for eksistentiel psykologi. Viktor Frankls bog om koncentrationslejren fra 1946 er tidligere blevet udpeget som en af de ti mest indflydelsesrige bøger i USA. I 1992 blev Viktor Frankl Instituttet grundlagt i Wien. I 2015 blev Viktor Frankl museet indviet i Wien.
Frankl har bidraget til udviklingen af eksistentiel psykologi, en gren af psykologien, der udforsker dybere spørgsmål om meningen med livet, fri vilje, valg og ansvar. Hans arbejde har været inspirerende for mange psykologer og filosoffer inden for dette område.
Frankls logoterapi fokuserer på søgen efter mening og formål som afgørende for menneskets psykologiske velvære. Terapien har inspireret terapeuter og klienter over hele verden og er blevet brugt til at behandle en bred vifte af psykologiske lidelser. Ved siden af Sigmund Freud(1856-1939) og Alfred Adler(1870-1937) har Viktor Frankl været toneangivende for grundlæggelsen af den europæiske psykoterapi i det 20. århundrede. Frankl grundlagde en hel retning inden for eksistentiel terapi. Denne logoterapi er blevet til en moderne evidensbaseret psykoterapi. I dag bruges gerne betegnelsen ‘meningsterapi’, der anvendes til behandling af diverse psykiske lidelser, som blandt andet til behandling af livskriser, depression og alkoholmisbrug. Logoterapi bruges også i palliativ behandling af kræftpatienter. Blandt nutidens mest kendte navne er Alfried Laengle, Alexander Batthyany og Paul Wong samt Elisabeth Lukas Tilgangen er fyldigt omtalt i The Wiley World Handbook of Existential Therapy.
Ud over hans bidrag til psykologien og psykoterapien har Frankl også haft indflydelse på filosofi og eksistentiel tænkning. Hans betoning af individets evne til at skabe mening under selv de mest ekstreme omstændigheder har inspireret tænkere inden for filosofi og humanistiske discipliner.
Samlet set har Viktor Frankls tanker og arbejde haft en vedvarende og dyb indvirkning på forståelsen af det menneskelige sind, livets mening og åndelige udvikling. Han fortsætter med at være en betroet kilde til inspiration for mange, der søger at forstå og navigere i de kompleksiteter, som livet præsenterer.

### I Danmark
Flere af Frankls bøger er oversat til dansk, og de har solgt i flere oplag. Frankls hovedværk på dansk er bogen Psykologi og eksistens, hvor han skildrer oplevelserne som koncentrationslejrfange under 2. verdenskrig.. Mange danskere har været inspireret af hans ideer om at søge mening i livet som en kilde til psykologisk trivsel.
Viktor Frankls tanker har dog kun haft en begrænset betydning i Danmark inden for de professionelle fagområder psykologi og psykoterapi. Selv om flere fagfolk kender til Frankls til ideer, har de reelt kun inspireret enkelte eksistentielle psykoterapeuter til at integreret principperne i deres terapeutiske praksis. Det er dermed vigtigt at bemærke, at Frankls terapeutiske tilgang ikke er den dominerende i Danmark, og der praktiseres hovedsageligt andre former for psykoterapi. Frankls tilgang er mere en nicheorienteret tilgang for enkelte specialister, men den har bidraget til litteraturen om menneskelig udvikling og psykologisk velvære.

### Værker oversat til dansk
- 1993 – Det overhørte råb om mening – ISBN 87-00-15108-4
- 1980 – Den ubevidste Gud. Psykoterapi og religion – ISBN 87-12-21896-0
- 1971 – Psykiatri og sjælesorg – ISBN 87-00-20571-0
- 1970 – Psykologiens menneskebillede – ISBN 87-16-00127-3
- 1967 – Psykologi og eksistens – ISBN 87-00-14188-7